# Сикиринский, Юрий Алексеевич
Юрий Алексеевич Сикиринский (укр. Юрій Олексійович Сікиринський, позывной — Адвокат; 3 февраля 1971, Львов — 14 июня 2023, Раздоловка) — украинский юрист и военнослужащий, старший сержант, участник российско-украинской войны. Герой Украины (2024, посмертно).

## Биография
Родился 3 февраля 1971 года во Львове. Проживал в селе Солонка Львовской области.
Окончил исторический и юридический факультеты Львовского национального университета имени Ивана Франко. Был соучредителем общественной организации «AEGEE — Форум европейских студентов Львова».
Работал адвокатом в объединении «Домінанта» во Львове, а также в собственном адвокатском бюро. Последние пять лет перед полномасштабным вторжением России работал в транспортной компании в Нидерландах.
Участвовал в Оранжевой революции и Революции достоинства. С 2014 года занимался волонтёрской деятельностью.
После начала полномасштабного вторжения России в Украину в 2022 году вернулся на родину и добровольно вступил в ряды 125-й отдельной бригады территориальной обороны. Исполнял обязанности командира разведывательного взвода.
Погиб 14 июня 2023 года в районе села Раздоловка Донецкой области. Похоронен 20 июня 2023 года на Лычаковском кладбище во Львове.

## Награды
- Звание «Герой Украины» с удостоением ордена «Золотая Звезда» (24 февраля 2024, посмертно) — за личное мужество и героизм, проявленные в защите государственного суверенитета и территориальной целостности Украины, верность военной присяге[1].